# Ariza Makukula
Ariza Makukula (Kinshasa, llavors Zaire; 4 de març de 1981) és un exjugador de futbol que té la doble nacionalitat congolesa i portuguesa.
Amb 23 anys va decidir jugar amb la selecció congolesa tot i que ja havia jugat anteriorment amb la selecció portuguesa sub-21. Segons la normativa de la FIFA, amb aquella edat i havent estat internacional en categories inferiors amb una selecció no podia canviar-hi. Finalment, però, el 2007 va debutar amb la selecció portuguesa absoluta, marcant un gol el dia del seu debut que els va donar el bitllet cap a l'Eurocopa.